# Thevenetimyia mimula
Thevenetimyia mimula är en tvåvingeart som beskrevs av Hall 1969. Thevenetimyia mimula ingår i släktet Thevenetimyia och familjen svävflugor. Inga underarter finns listade i Catalogue of Life.